# Ліфшиц Товій Борисович
Товій Борисович Ліфшиц (латис. Tovijs Lifšics; 29 квітня 1928, Рига, Латвія — 7 грудня 2015) — радянський і латвійський диригент і скрипаль. Народний артист Латвійської РСР (1988).

## Біографія
За освітою скрипаль, навчався у Карла Брюкнера та Якова Таргонського. Закінчив Вільнюську консерваторію. З 1951 року соліст Латвійської державної філармонії одночасно викладав у Єлгавській музичній школі.
1967 року разом із Ернестом Бертовським брав участь у створенні камерного оркестру Латвійської державної філармонії, у 1969—1993 роках його художній керівник та головний диригент. Під керівництвом Ліфшиця колектив широко гастролював по всьому світу, як солісти з ним виступали провідні музиканти Росії (Володимир Співаков, Лазар Берман, Наталія Гутман, Юрій Башмет) і Латвії (Петерис Сіполнієкс, Айвар Калейс, Євгенія Лісіцина, Ілзе Ґраубіня, фортепіанний дует Нора Новик — Раффі Хараджанян та ін.). Серед записів оркестру на чолі з Ліфшицем — класичний репертуар Йоганн Себастьян Бах, Георг Фрідріх Гендель, Антоніо Вівальді та ін.) і композитори Латвії (Петеріс Васкс, Маргер Зарінь, Яніс Іванов).
У 1993—1997 роках директор Вагнерівської зали Латвійської філармонії. З 1997 року мешкав у Німеччині.

## Нагороди
- 1976 — Заслужений діяч мистецтв Латвійської РСР.[2]
- 1988 — Народний артист Латвійської РСР.
- 2005 — Офіцер Ордену Трьох зірок.
- 2011 — Велика музична нагорода за життєвий внесок.